# أوليفر بيري هاي
أوليفر بيري هاي (بالإنجليزية: Oliver Perry Hay)‏ هو إحاثي أمريكي، ولد في 22 مايو 1846 في Saluda, Indiana ‏ في الولايات المتحدة، وتوفي في 2 نوفمبر 1930.

## وصلات خارجية
- أوليفر بيري هاي على موقع الموسوعة البريطانية (الإنجليزية)